# آنتالیا

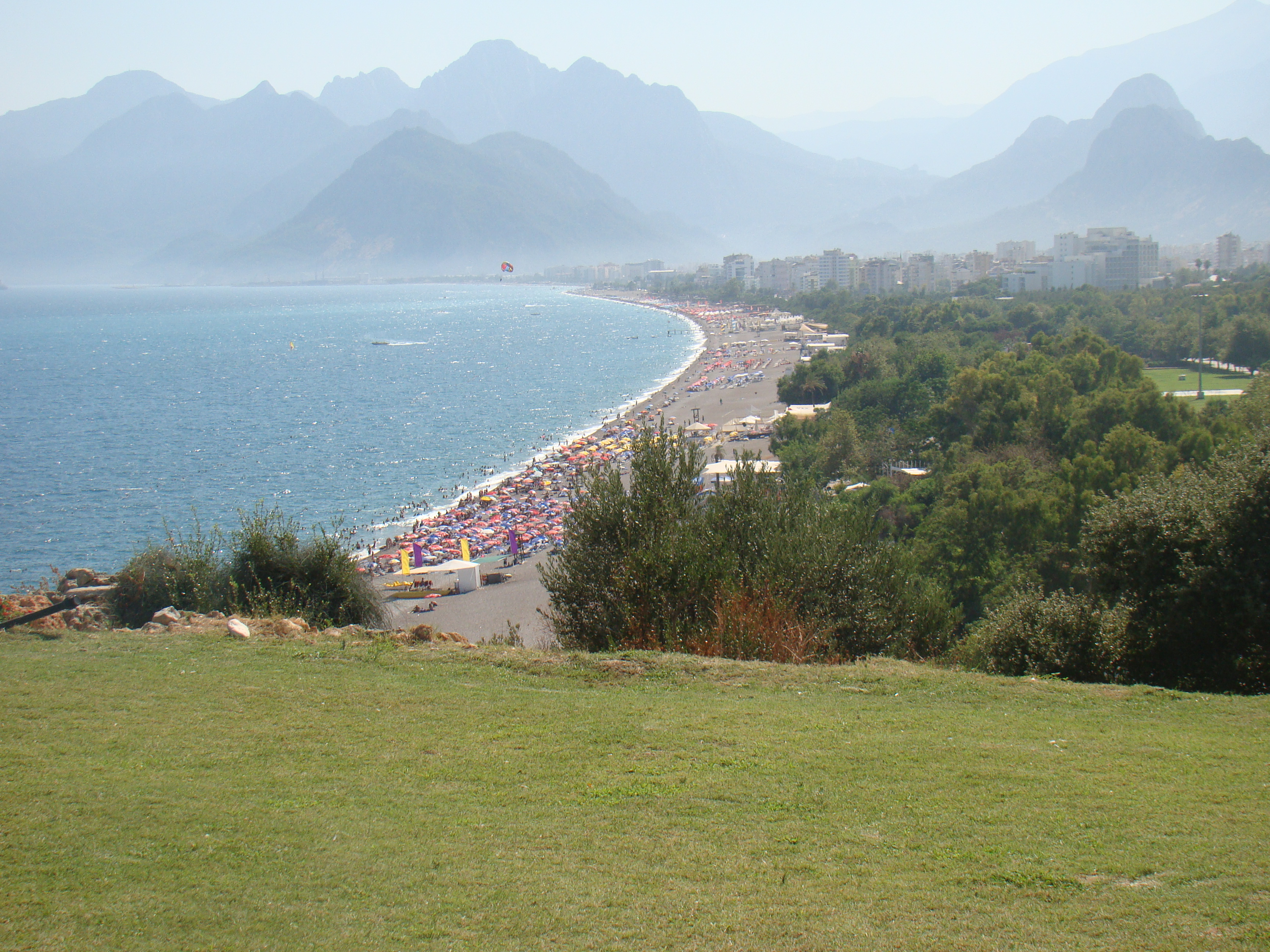
یکی از سواحل آنتالیا (ساحل کُنیا آلتی)

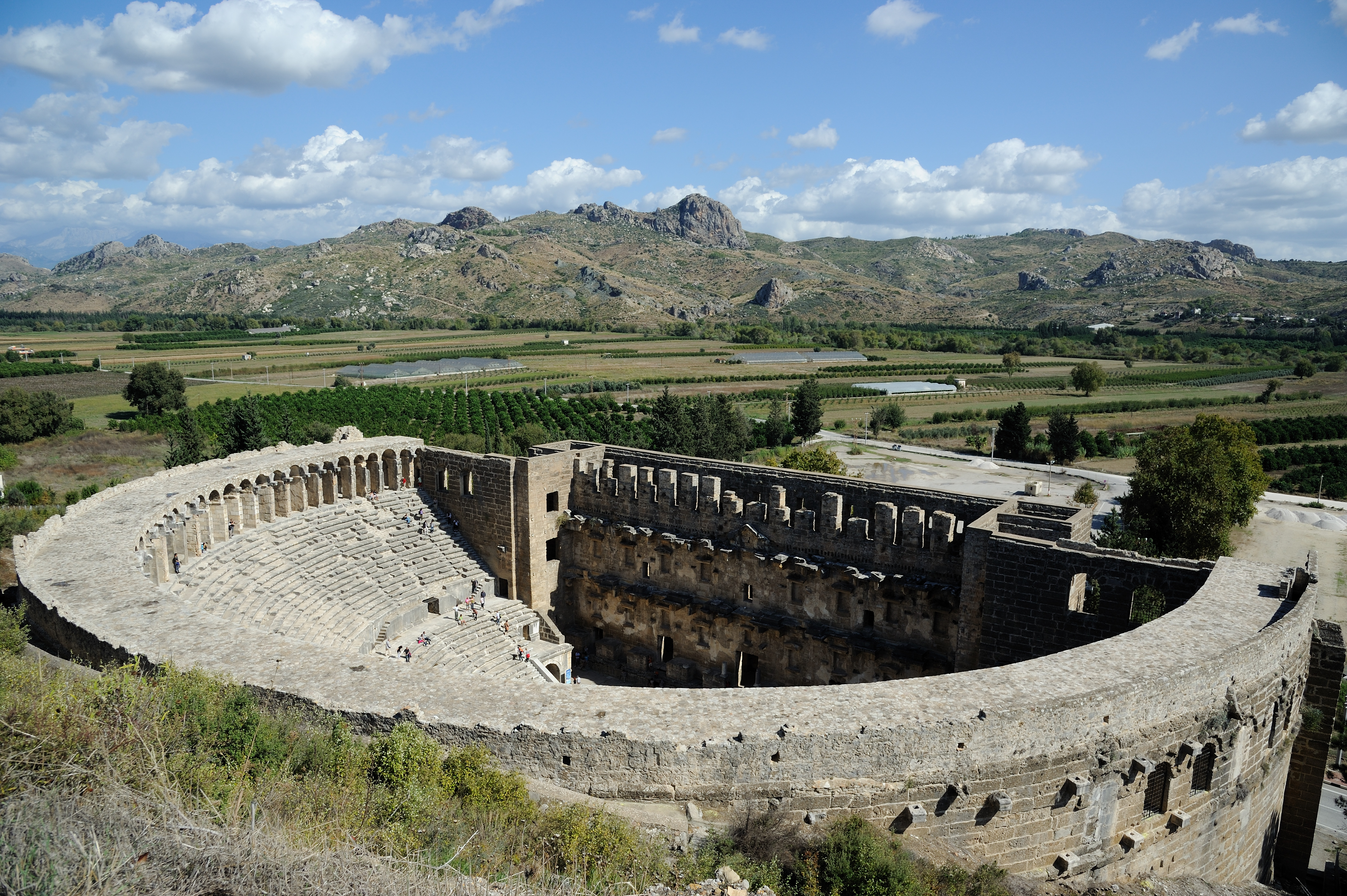
آثار باستانی (آمفی‌تئاتر)

آنتالیا (به ترکی استانبولی: Antalya) (به ترکی عثمانی: آنطالیه)، پنجمین شهر پرجمعیت ترکیه و مرکز استان آنتالیا است. آنتالیا در سواحل جنوب غربی آناتولی واقع شده است که در کنار آن کوه‌های توروس قرار دارد. این شهر با بیش از ۲.۶ میلیون نفر در منطقه شهری خود، بزرگترین شهر در منطقه مدیترانه ترکیه است که در امتداد دریای مدیترانه واقع شده است.

## تاریخ
تا اکنون ساکنان اولیه آنتالیا نامشخص مانده‌است. بنا به شواهد تاریخی نام این شهر از آتالوس دوم (Attalos II) پادشاه پرماگون گرفته شده‌است که در ۱۵۰ سال قبل از میلاد مسیح بر آن ناحیه حکومت می‌کرده‌است. در حفاری‌هایی که در سال ۲۰۰۸ در ناحیه Doğu Garajı آنتالیا صورت گرفته مشخص شده‌است که روزگاری این شهر پایگاه نیروی دریایی روم و دارای ناوگان‌های قدرتمندی بوده‌است. بعد از این حفاری معلوم شد این شهر بیشتر از آنچه تخمین زده می‌شد در حدود ۳۰۰ سال پیش از میلاد وجود داشته‌است. در سال ۱۳۳ قبل از میلاد مسیح آنتالیا بخشی از جمهوری روم بود. در همان سال آتالوس سوم جهت حکمرانی بر کل امپراتوری روم در حین عزیمت جان خود را از دست داد. این شهر در زمان روم باستان دارای رونق و رشد چشمگیری بود. مسیحیت در قرن دوم میلادی در این شهر گسترش یافت.
در دوران امپراتوری بیزانس آنتالیا یکی از شهرهای مهم بوده و در قرن سیزدهم میلادی آنتالیا توسط تُرکان سلجوقی فتح و از سال ۱۳۲۱ میلادی تا ۱۴۲۳ میلادی به عنوان پایتخت بِیگ‌نشین تِکه (beylik of Teke) بوده‌است. ابن بطوطه عربی در سال‌های ۱۳۳۵–۱۳۴۰ مسافرتی به آنتالیا داشته که این‌طور بیان می‌کند:
از آلانیا به طرف آنتالیا رفته و این منطقه دارای پوشش‌های طبیعی و زیبایی بوده و حجم وسیعی از شهر دارای نقاط و اماکن جذاب و دیدنی بوده‌است. آنتالیا داری جمعیت زیادی است که به چهار ناحیه تقسیم شده که تاجران مسیحی در اطراف بندر ساکن بوده و محل زندگی آن‌ها را دیواری بزرگ احاطه می‌کرده و دروازه‌هایی داشته که در طول شب و روزهای جمعه بسته می‌شده‌است.
یونانیان که ساکنان اصلی و قدیمی این شهر بوده‌اند و یهودیان و خانواده سلطنتی هر یک در نواحی چهارگانه خود ساکن بوده‌اند. مسلمانان این شهر در شهر اصلی ساکن بودند. تمام ناحیه‌های ذکر شده دارای دیوارهای و دروازه‌های بلند و مستحکمی بوده‌اند. این شهر دارای باغ‌ها و میوه‌های خیلی خوبی بوده و دارای زرد آلوهای بسیار مرغوب به هسته‌های شیرین که به عنوان اجناس لوکس به مصر صادر می‌شده‌است.
به گفته اولیا چلپی در اوسط قرن ۱۷ میلادی این شهر دارای ۳۰۰۰ خانه شامل بیست محله ترک‌نشین و چهار محله یونانی‌نشین بوده‌است. شهر از دیوار-ها و دروازه‌ها فراتر رفته و در بندر نیز از وجود ۲۰۰ قایق گزارش داده‌است.
در قرن ۲۰ میلادی در پی مهاجرت ترک‌های قفقاز و بالکان به این منطقه جمعیت این شهر به ۲۵۰۰۰ نفر رسید. مسیحیان و یهودیان در نواحی جداگانه این شهر در اطراف بندر ساکن هستند.
مولانا جلال‌الدین بلخی که در قونیه در میانه آناتولی می‌زیسته در کتاب فیه مافیه به آنتالیا اشاره داشته و می‌گوید:
«فرمود که: جانب توقات می‌باید رفتن که آن طرف گرمسیر است، اگر چه انطالیه گرمسیر است، اما آنجا اغلب رومیانند، سخن ما را فهم نکنند. اگر چه در میان رومیان نیز هستند که فهم می‌کنند. روزی سخن می‌گفتم میان جماعتی و میان ایشان هم جماعتی از کافران بودند، در میان سخن می‌گریستند و متذوّق می‌شدند و حالت می‌کردند. سؤال کرد که: ایشان چه فهم کنند و چه دانند؟ این جنس سخن را؟ مسلمانان گزیده، از هزار یک فهم می‌کنند، ایشان چه فهم می‌کردند که می‌گریستند؟»
شهرت انطالیه مخصوصاً از این جهت است که صلیبیون به عزم حمله به فلسطین از آنجا به کشتی می‌نشستند. انطالیه شهر زیبایی بود و یاقوت آن را بندر عمدهٔ روم وصف کرده و گوید بارویی مستحکم دارد و اطرافش حاصلخیز است. در این شهر سلطان قلج ارسلان سلجوقی بر فراز تپه‌ای که به دریا مشرف است برای خود قصری ساخته بود، همچنین در این شهر ابن بطوطه عدهٔ کثیری از بازرگانان مسیحی را دیده که در آنجا مخصوصاً در محل معروف به میناء (لنگرگاه) اقامت داشته‌اند و محلهٔ آن‌ها محصور به دیوار بوده و هر صنفی از پیشه‌وران بازاری مخصوص به خود داشته‌اند. محلهٔ کلیمیان نیز جدا بوده و مسلمانان نیز در محلهٔ مخصوص خود اقامت داشتند. انطالیه که نام آن در تواریخ صلیبیون به صورت《ستالیا》یا《اتالیه》آمده در تاریخ جنگ‌های تیمور مکرراً به نام عدالیه ذکر شده‌است.
آنتالیا شهری در کنار مدیترانه است این شهر برای سفر فوق‌العاده است. از کنار آب‌های مدیترانه تا کوه‌های سرسبز را در این شهر می‌توانید ببینید.
این شهر دارای یک فرودگاه بین‌المللی است؛ که از کنار آبشار دودن رد شدن هواپیماها را می‌توان مشاهده کرد.
در سال‌های اخیر این شهر از اهمیت بیشتری برخوردار شده‌است که افراد بیشتری به آن سفر می‌کنند.

### در دوره بیگ‌نشین‌های تُرکمان آناتولی
در سالهای آخر سلطنت سلجوقیان روم، هنگام پیشروی ایلخانیان به سمت آناتولی، مناطق آناتولی به صورت بیگ‌نشین‌های تُرکمن خودمختار (Anatolian beyliks) تبدیل شد. در همین دوران، گروهی از تُرکمانان که شاخه‌ای از ایل تِکه بودند و در آغاز قرن سیزدهم توسط سلاطین سلجوقیان روم در آنتالیا مستقر شده بودند، بیگ‌نشین تِکه را تشکیل دادند. در آن زمان، منطقه بین آنتالیا، فینیک، کاش، کالکانلی، میلی، گمبه، المالو، کورکوداِلی و سریک در جنوب آناتولی و آنتالیا و آلانیا، به تِکه اِلی معروف شد.

### در دوره امپراتوری عثمانی
سلطان عثمانی بایزید اول، در سال ۱۳۹۰ میلادی آنتالیا را فتح کرد. او حکومت شهر را ابتدا به پسرش عیسی و سپس به فرزند دیگر خود مصطفی داد. در سال ۱۳۹۷، منطقه بین آنتالیا و آلانیا کاملاً تحت کنترل عثمانی بود.
بین مرزهای استان امروز آنتالیا و تقسیمات کشوری تهیه شده توسط امپراتوری عثمانی برای این منطقه در سده‌های ۱۵ و ۱۶ تفاوت‌هایی وجود دارد. در این قرن‌ها سنجق‌های آلانیا و تِکه در این منطقه قرار داشتند.
آنتالیا اغلب به دلیل قرار گرفتن در مسیرهای تجاری، اهمیت زیادی داشت و در دورۀ سلجوقی با کشتی و بندر خود از اهمیت بالایی برخوردار بود. آنتالیا تحت حاکمیت سلجوقیان با انجام فعالیتهای مهم تجاری با قبرس به یکی از مهمترین مراکز تجاری دوره تبدیل شد. در اواخر قرن سیزدهم یا در آغاز قرن چهاردهم، آنتالیا بین حمیداوغولار و تِکه اوغولار تقسیم شده بود. در دوره حاکمیت بیگ‌نشین تِکه، صلح و توسعه ادامه یافت و فعالیت‌های توسعه و فرهنگی افزایش داشت.
به جز شورش شاهقلی که در سال ۱۵۱۱ تحت سلطنت عثمانی رخ داد، شورش‌های چلبی در قرن شانزدهم، هیچ اتفاق خاص دیگری در این منطقه رخ نداده‌است. با این حال، در نتیجه این شورش‌ها، تبعیدهای زیادی به جزایری مانند مودون و کرون و مهاجرت‌های گسترده قبایل تُرکمان به ایران صورت گرفت.

## جغرافیا
آنتالیا در منطقه مدیترانه و در غرب ترکیه واقع شده‌است.
این شهر از سمت شمال با شهر بوردور و اسپارتا، از سمت شمال شرقی به قونیه، از جنوب به دریای مدیترانه، از شرق به شهر کارامان و مرسین، از غرب به شهر مولا و از جنوب غرب توسط شهر کمر احاطه شده‌است.

## آب و هوا

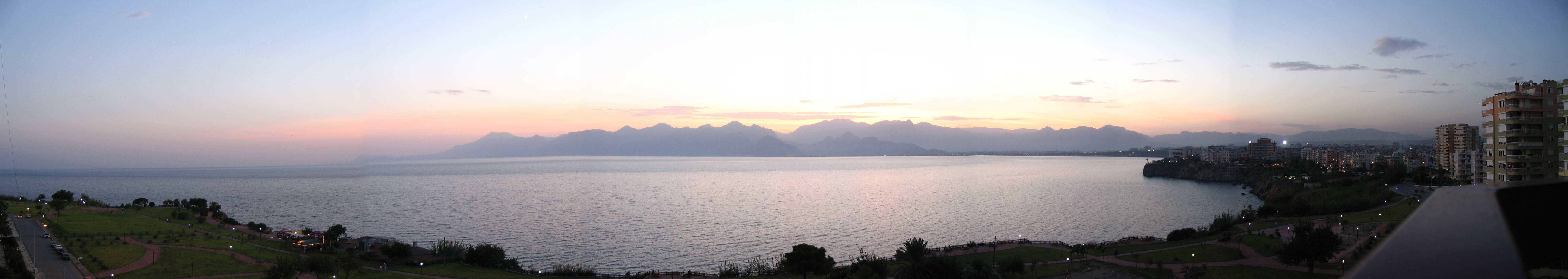
خلیج آنتالیا

آب و هوای این شهر به‌طور کلی مدیترانه‌ای بوده که در فصل تابستان گرم و خشک و در زمستان معتدل و بارانی می‌باشد. به عبارت دیگر در فصل زمستان امواج هوای گرم از سوی دریا به طرف ساحل در چرخش بوده و مانع از برودت و سرمای زیاد می‌گردد. میانگین دما در تابستان بین ۲۸ تا ۳۶ درجه و بعضاً تا ۴۰ درجه سانتیگراد نیز می‌رسد. در زمستان ماه ژانویه دمای هوا به‌طور متوسط بین ۹ تا ۱۵ درجه می‌باشد؛ و از نظر هواشناسی تا اکنون برف و یخبندان در این شهر به ندرت دیده شده‌است.
به‌طور متوسط رطوبت سالانه در این منطقه ۶۴٪ است. آنتالیا منطقه‌ای ساحلی می‌باشد که دارای تابستان‌های گرم و طولانی بوده و حتی نوشته اذعان شده که در زمستان در ماه‌های ژانویه و دسامبر بارندگی بسیار نادر بوده و باران‌های سیل آسا بیشتر در فصل پاییز دیده شده‌است.
به‌طور متوسط در سال ۳۰۰ روز آفتابی و ۴۰ تا ۵۰ روز بارانی بوده و میانگین دمای سالیانه حدود ۱۸٫۷ درجه سانتیگراد است.

## پوشش گیاهی
زیتون‌هایی به ارتفاع ۳ الی ۵ متر مانند سایر حوضه‌های مدیترانه یکی از پر رشدترین گونه‌های گیاهی در آنتالیا است که از ساحل دریا تا ارتفاع ۵۰۰ الی ۶۰۰ متری سطح دریا در همه جا دیده می‌شود. در ارتفاعات ۶۰۰ الی ۱۲۰۰ متر از سطح دریا درختهای چنار وحشی، صندل، توت فرنگی وحشی، درخت قطاب دیده می‌شود. در ارتفاعات ۱۲۰۰ تا ۲۱۰۰ کمربندی جنگلی از درختان سدر، صنوبر، کاج، راش و گونه‌های مختلفی از درخت عرعر وجود دارد. درختان سرو و سایر درختان مخروطی تا ارتفاع ۲۳۰۰ متری رشته کوه توروس رشد کرده و از آن بالاتر چمنزارهایی شبیه چمنزارهای آلپ با انواع گیاهانی از قبیل گاو زبان، توت فرنگی، آویشن، خشخاش، خارشتر، مریم گلی، زعفران، گل داوودی، مارچوبه و غیره پوشیده شده‌است.

## پوشش جانوری
منطقه آنتالیا دارای ویژگی‌های آب و هوایی معتدل با تنوع پوشش گیاهی و غنای حیات وحش است. پستاندارانی همچون گوزن، روباه، سمور، سنجاب، گوزن خالدار، بز کوهی، شغال، کفتار، گرگ، خرس و … و پرندگانی همچون کبک، دراج، بلدرچین، قمری، سیاه خروس، ابیا، پری شاهرخ، درنا و … از جمله حیواناتی هستند که قسمتی از حیات وحش آنتالیا را تشکیل می‌دهند.

## رودخانه‌ها و آبشارها
در استان آنتالیا حدود ۱۱۱ رود در جریان است که همگی این رودها یا مستقیماً یا پس از پیوستن به رودهای دیگر به دریای مدیترانه می‌ریزند. از مهمترین رودها می‌توان رودهای ماناوگات (به ترکی استانبولی: Manavgat ırmağı)، آک سو (به ترکی استانبولی: Aksu)، کوپرو سویو (به ترکی استانبولی: Köprü suyu)، کارپوز چایی (به ترکی استانبولی: Karpuz çayı) و دودن چایی (به ترکی استانبولی: Düden çayı) و از معروفترین آبشار(به ترکی استانبولی: Şelale)‌ها می‌توان به آبشارهای یوکاری دودن (به ترکی استانبولی: Yukarı Düden) و آشاغی دودن (به ترکی استانبولی: Aşağı Düden)، ماناوگات (به ترکی استانبولی: Manavgat)، کورشونلو (به ترکی استانبولی: Kurşunlu)، آبشارهای اوچان سو (به ترکی استانبولی: Uçansu Şelaleleri) و ساپادره (به ترکی استانبولی: Sapadere) اشاره کرد.

## کشاورزی
سیب بزرگترین محصول کشاورزی در منطقه آنتالیا است. استان آنتالیا به لحاظ پتانسیل کشاورزی و سازگاری زیست‌محیطی با دشت آنتالیا، دارای جایگاه مهمی در کشاورزی ترکیه است. سیب عمده‌ترین محصول کشاورزی منطقه آنتالیاست. بخش‌های ساحلی و نزدیک به ساحل برای کشاورزی گلخانه ای مناسب است و همچنین می‌توان گیاهان گرمسیری مانند نارنج، موز، آواکادو را در مناطق ساحلی پرورش داد. اما در قسمت‌های دور از ساحل می‌توان انواع میوه‌های مقاوم تر مانند سیب، گلابی و به پرورش داد. خیار، پرتقال و مرکبات، علی‌الخصوص گوجه فرنگی از جمله محصولات کشاورزی در حال رشد هستند.
استان آنتالیا با تولید سالانه ۳٬۳۶۸٬۳۵۷ تن سبزیجات معادل ۱۳٫۴٪ از کل تولید کشور و با تولید ۱٬۰۱۱٬۹۱۷ تن میوه ۶٫۰۶٪ از تولید کل کشور سهم مهمی در این زمینه دارد.
بخش کشاورزی که روند موازی با توسعه سریع شهر را تجربه کرده‌است نیز در ساختار خود دستخوش تحولات عمیقی شده‌است. در حالی که در سال ۱۹۷۰، سه چهارم جمعیت کشور (۷۵٪) در بخش کشاورزی بودند، این میزان در سال ۲۰۰۰ به کمتر از نصف (۴۹٪) کاهش یافته‌است.

## نگارخانه

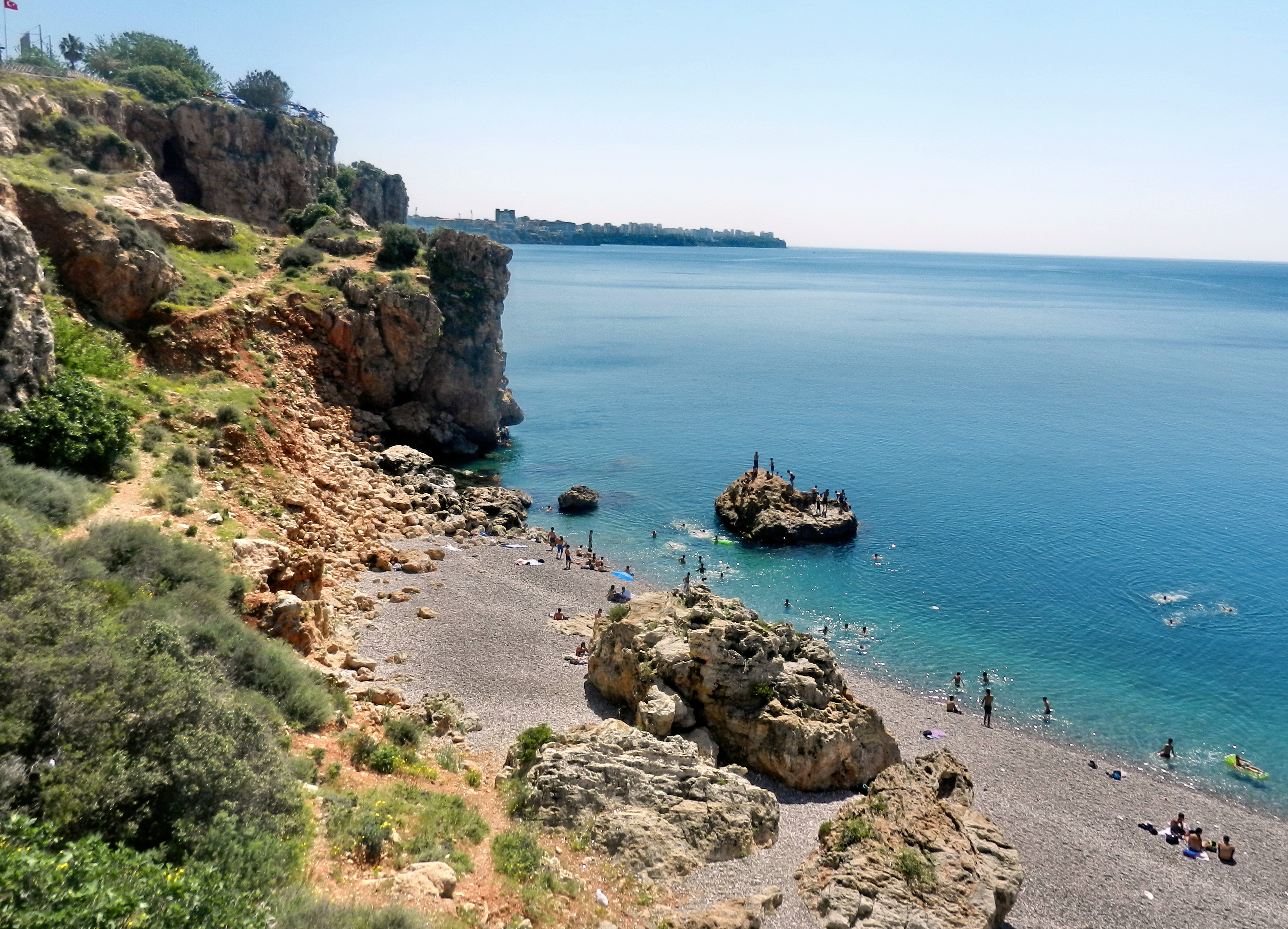
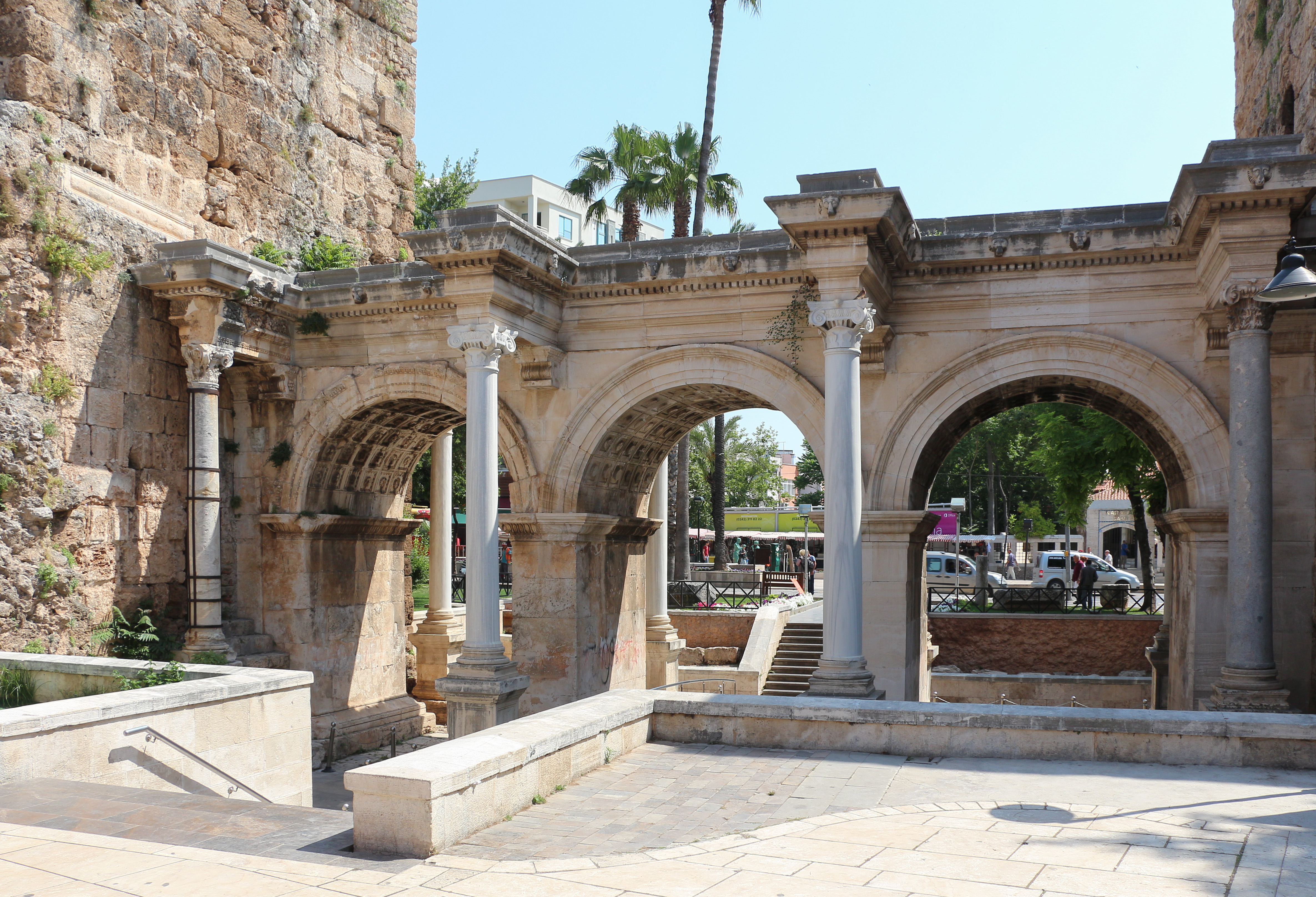
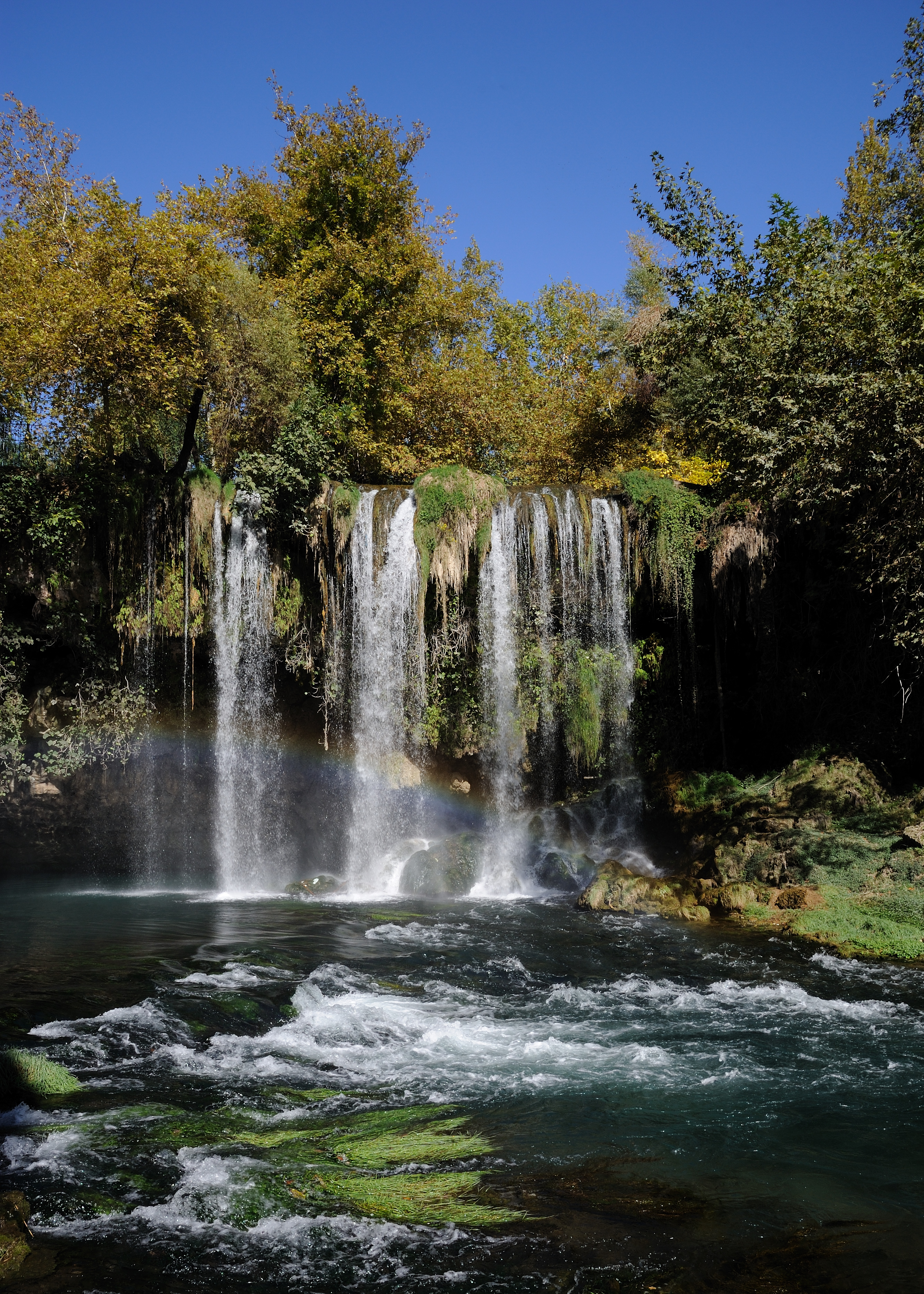
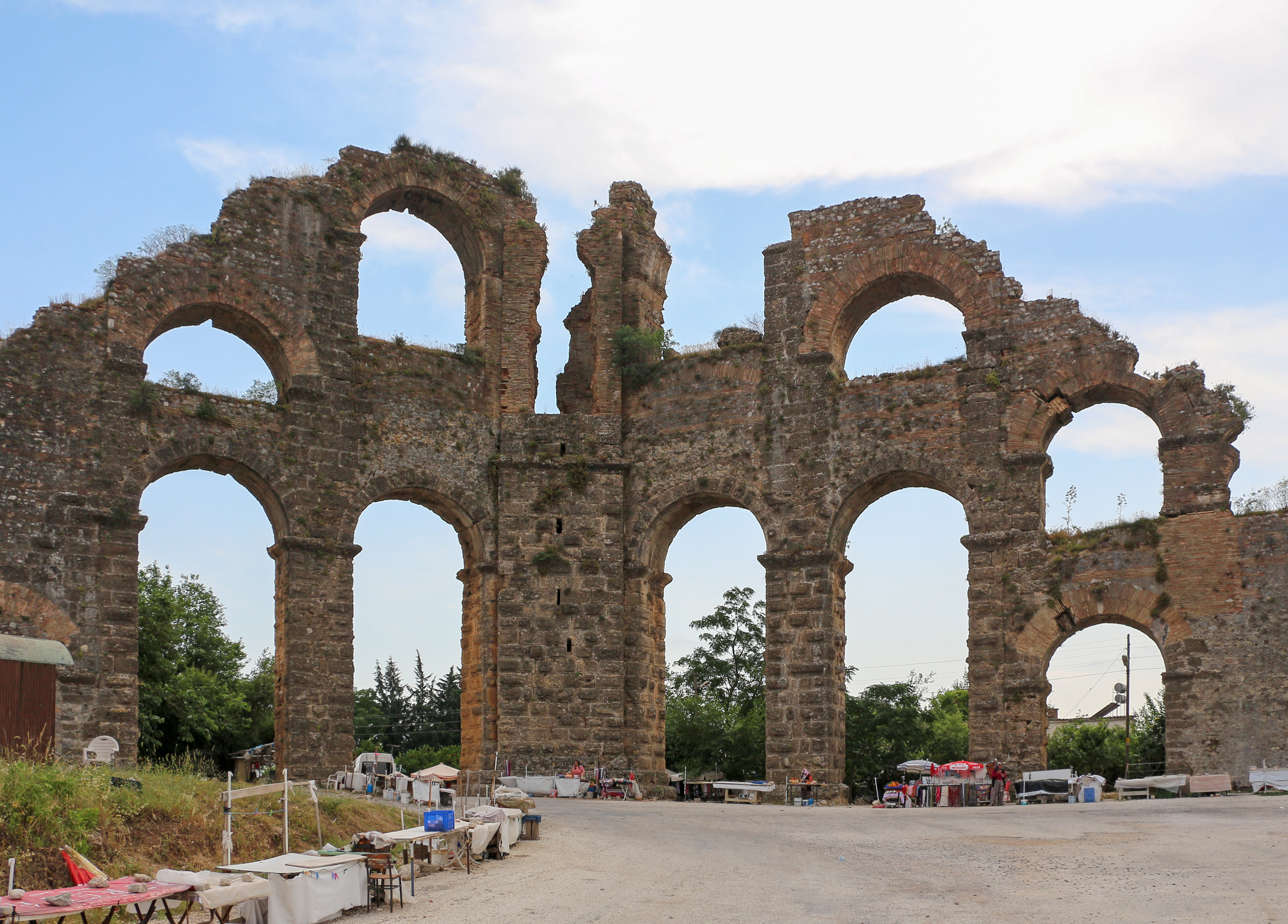
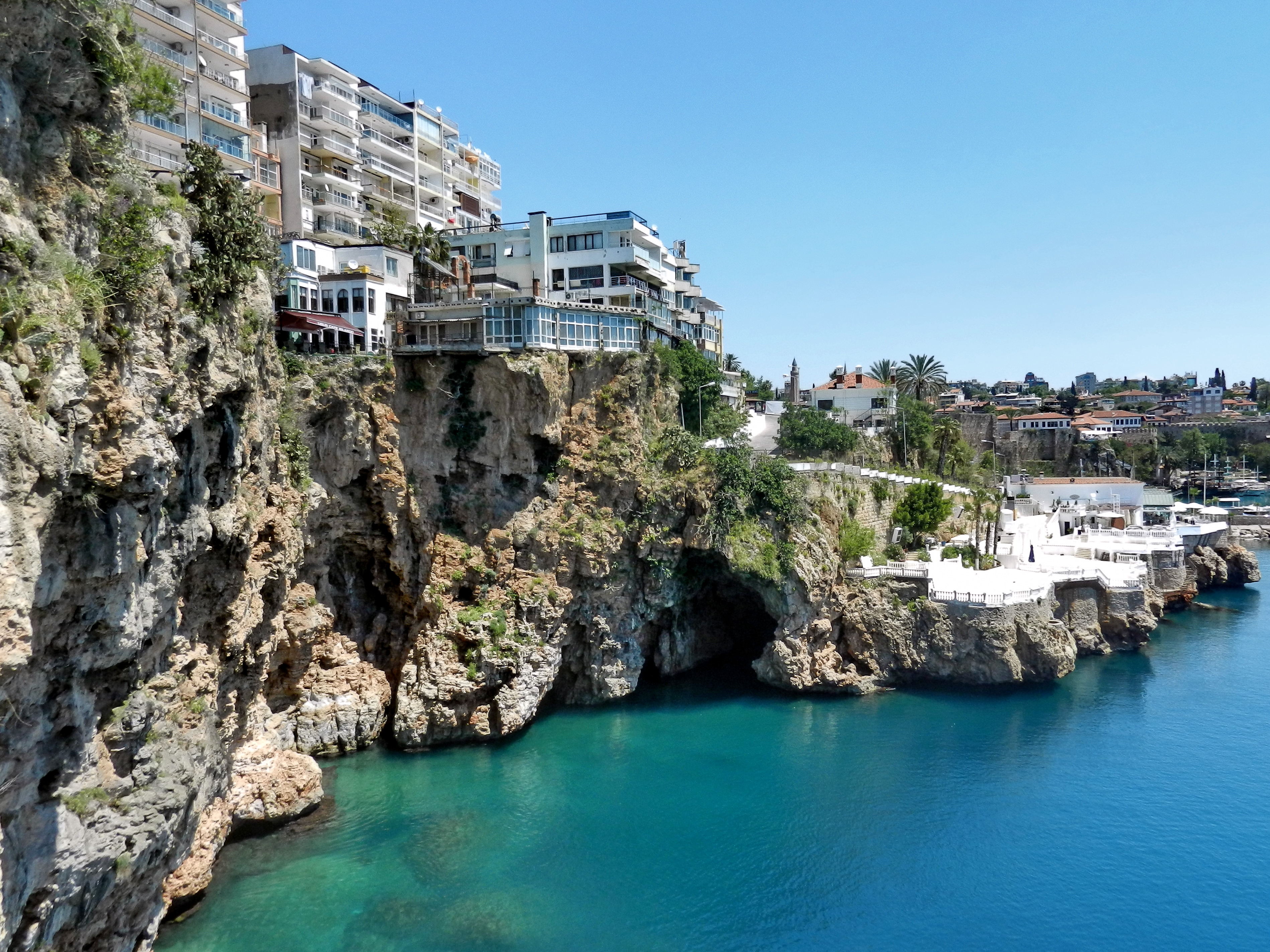
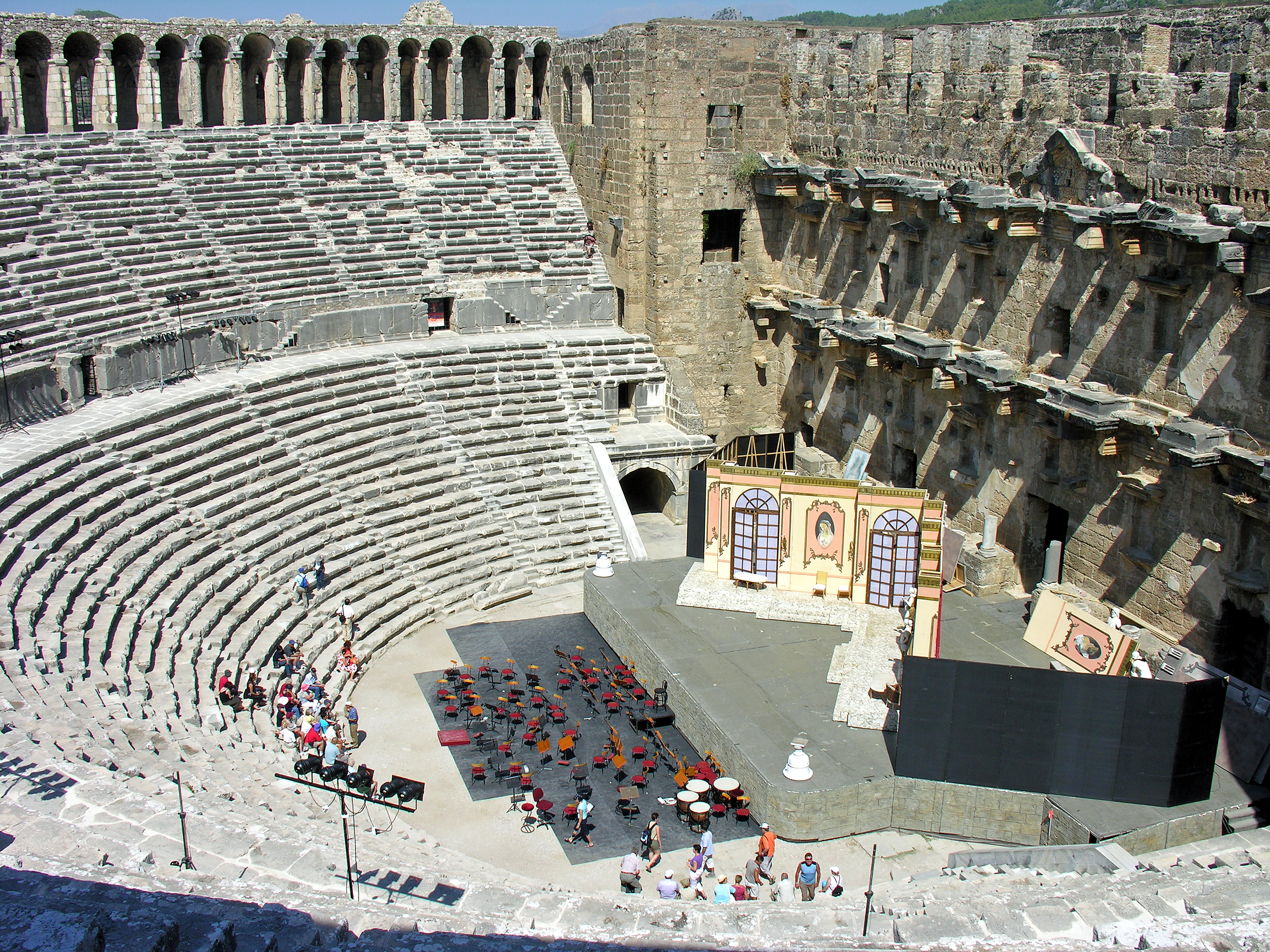
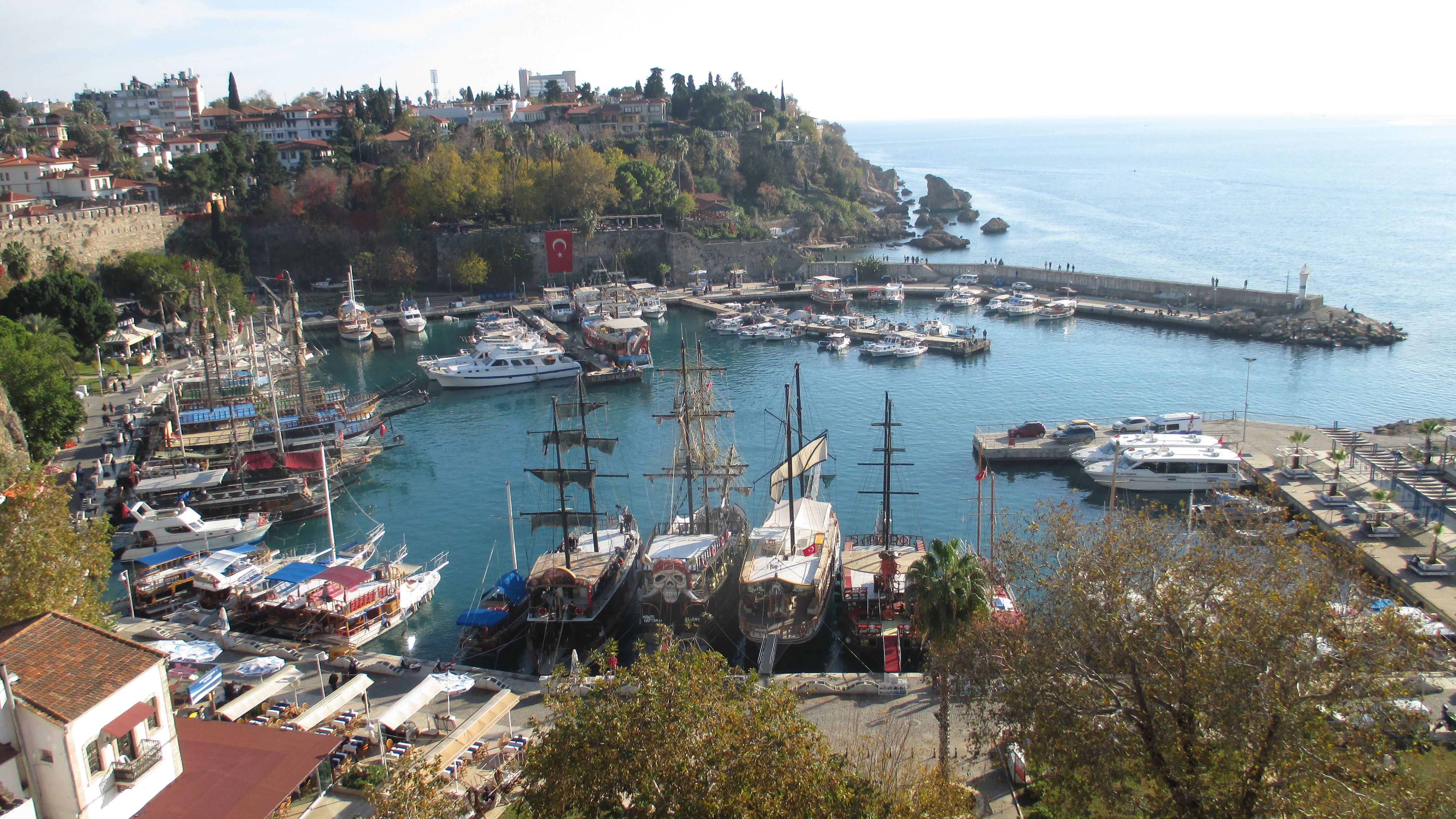

## جاذبه‌های دیدنی
- قلعه ایچی
- هادریان کاپیسی
- تونک تپه
- پارک کارالی‌اوغلو
- پل آراپ سو ( عرب سو یو)
- تله کابین آنتالیا
- پارک فرهنگی آتاتورک
- بادام آغاجی
- برج هیدیرلیک
- مسجد محمدپاشا تکلی
- آبشار دودن
- آبشار کورشونلو[۳۳]